# Siegfried Bauer (sochař)
Siegfried Bauer (1. února 1880, Moravské Budějovice – 1942, ghetto Izbica) byl rakouský sochař a houslař.

## Biografie
Bauer se narodil v roce 1880 v Moravských Budějovicích, učil se čtyři roky na keramika ve Znojmě. Mezi lety 1902 a 1909 studoval na Akademii výtvarných umění ve Vídni u Carla Kundmanna. Po ukončení studií se v roce 1919 stal členem Künstlerhausu a pravidelně se účastnil výstav spolku a výstav Spolku rakouských umělců a Kunstgemeinschaft (v českém překladu umělecký spolek) ve Vídni. Bauer byl v roce 1938 z rasových důvodů zbaven svéprávnosti a dne 9. dubna 1942 byl deportován z Vídně do ghetta Izbica v Lublinu, kde zemřel.

## Dílo
- Hrob Franze Schuhmeiera na hřbitově v Ottakringu, Vídeň
- Figurky sedících dětí v domě Dr. Franze Kleina v Simmeringu ve Vídni (1924/25)
- Pomník Franze Schuhmeiera v Ottakringu ve Vídni (1925, odstraněn v roce 1934, replika v roce 1948)
- Portrétní busta Adolfa Fabera u hrobky Adolfa Fabera, Simmering (1928)
- Pomník Karla Volkerta v domě Karla Volkerta v Ottakringu ve Vídni (1930)
- Horní část těla nahého muže, Druhá obchodní škola, Hütteldorfer Straße 7–17, Vídeň (1931)
- Portrétní busta Edmunda Eyslera v Divadlu na Vídeňce (1934)

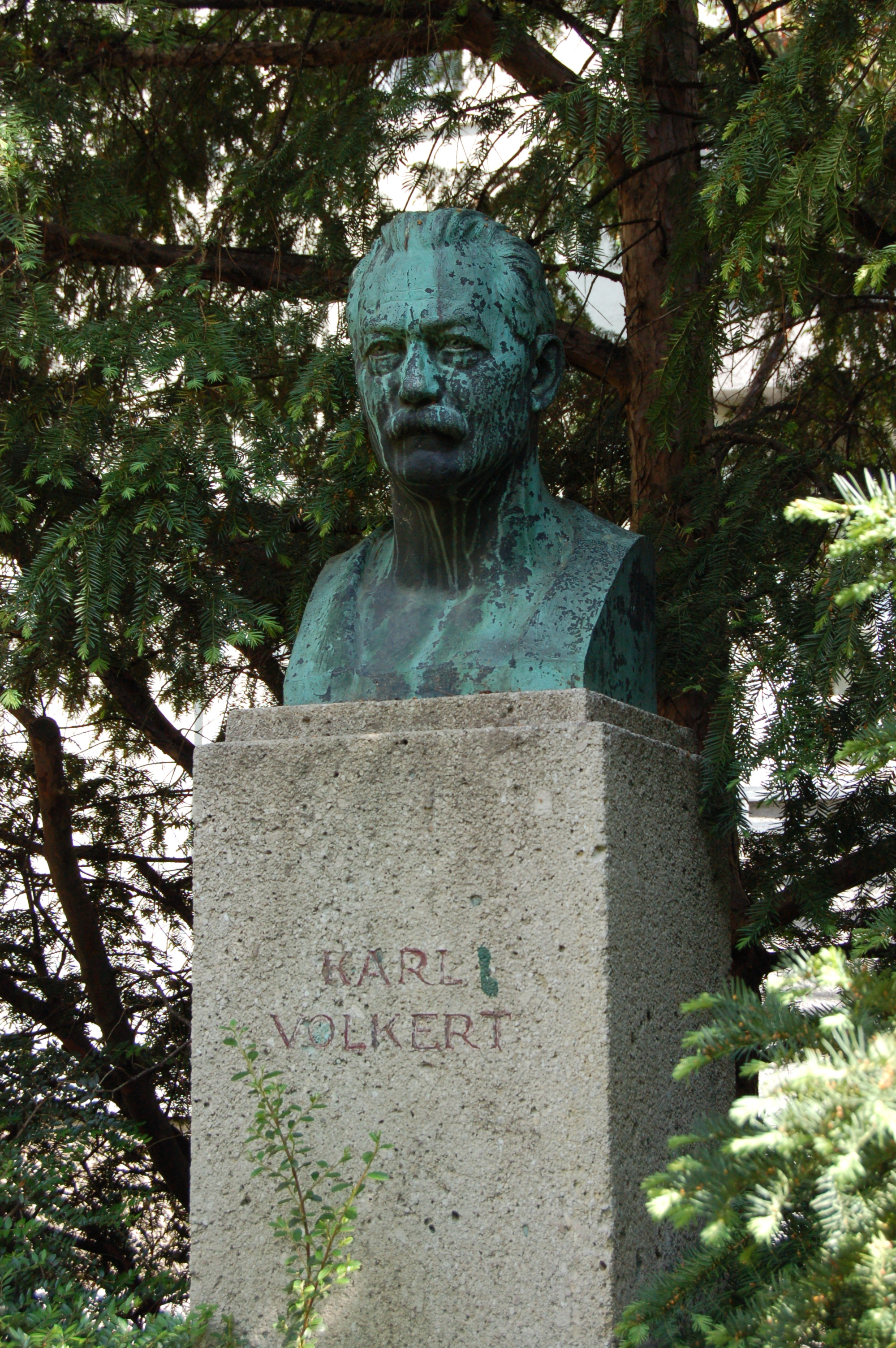
Památník Karla Volkerta (1930)
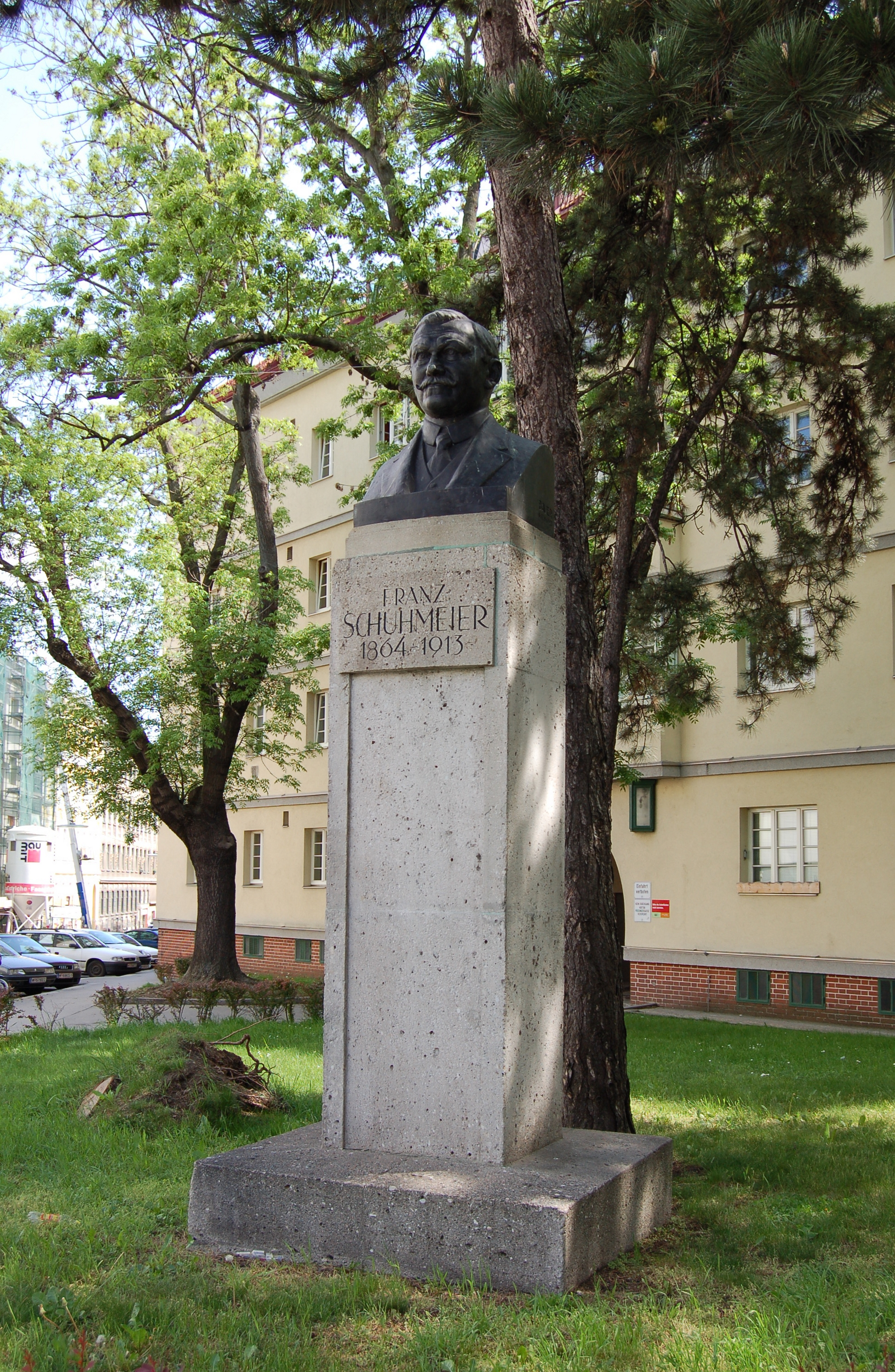
Památník Franze Schuhmeiera (1930)
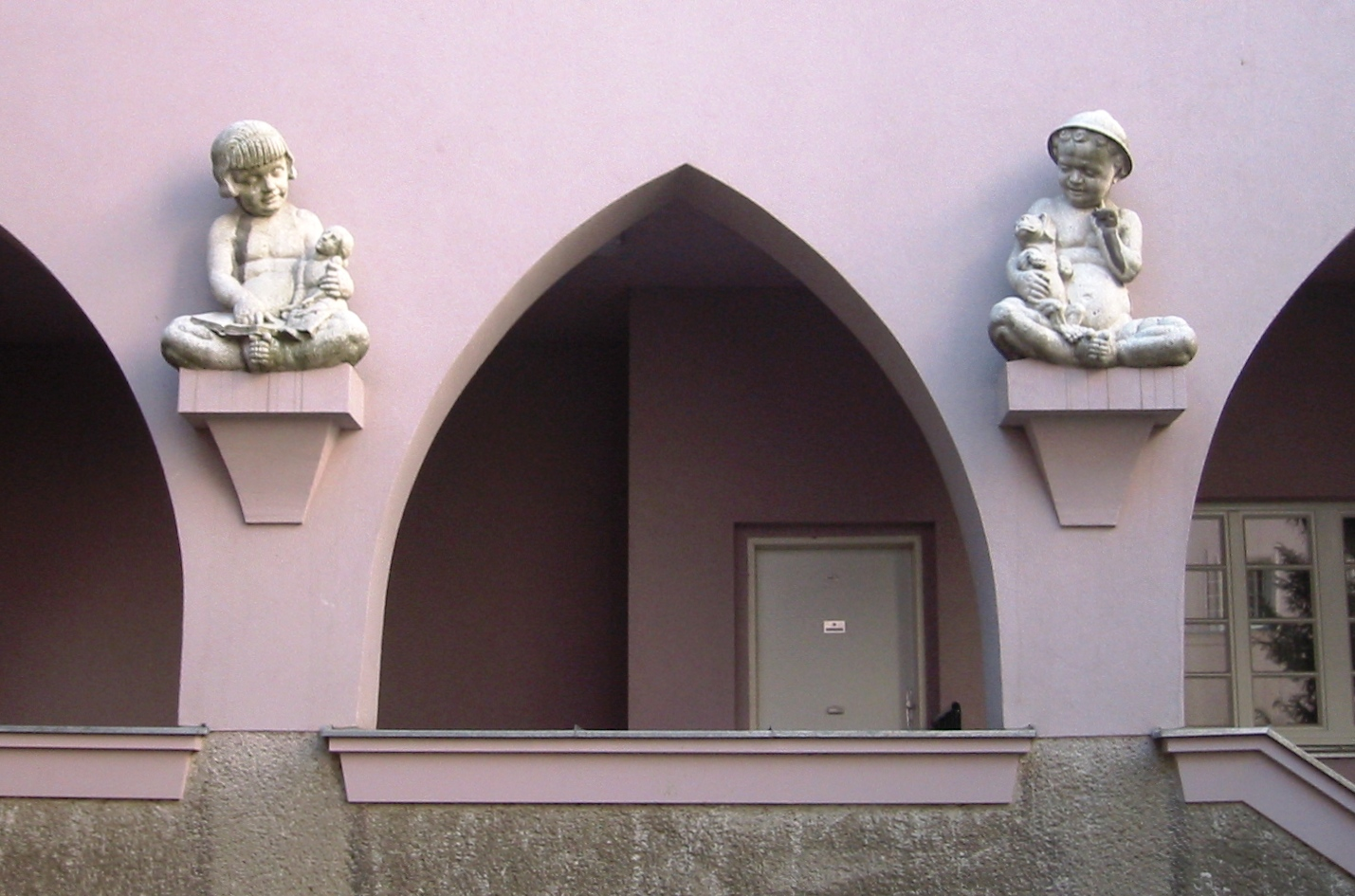
Sedící děti v domě Dr. Franze Kleina (1924/25)
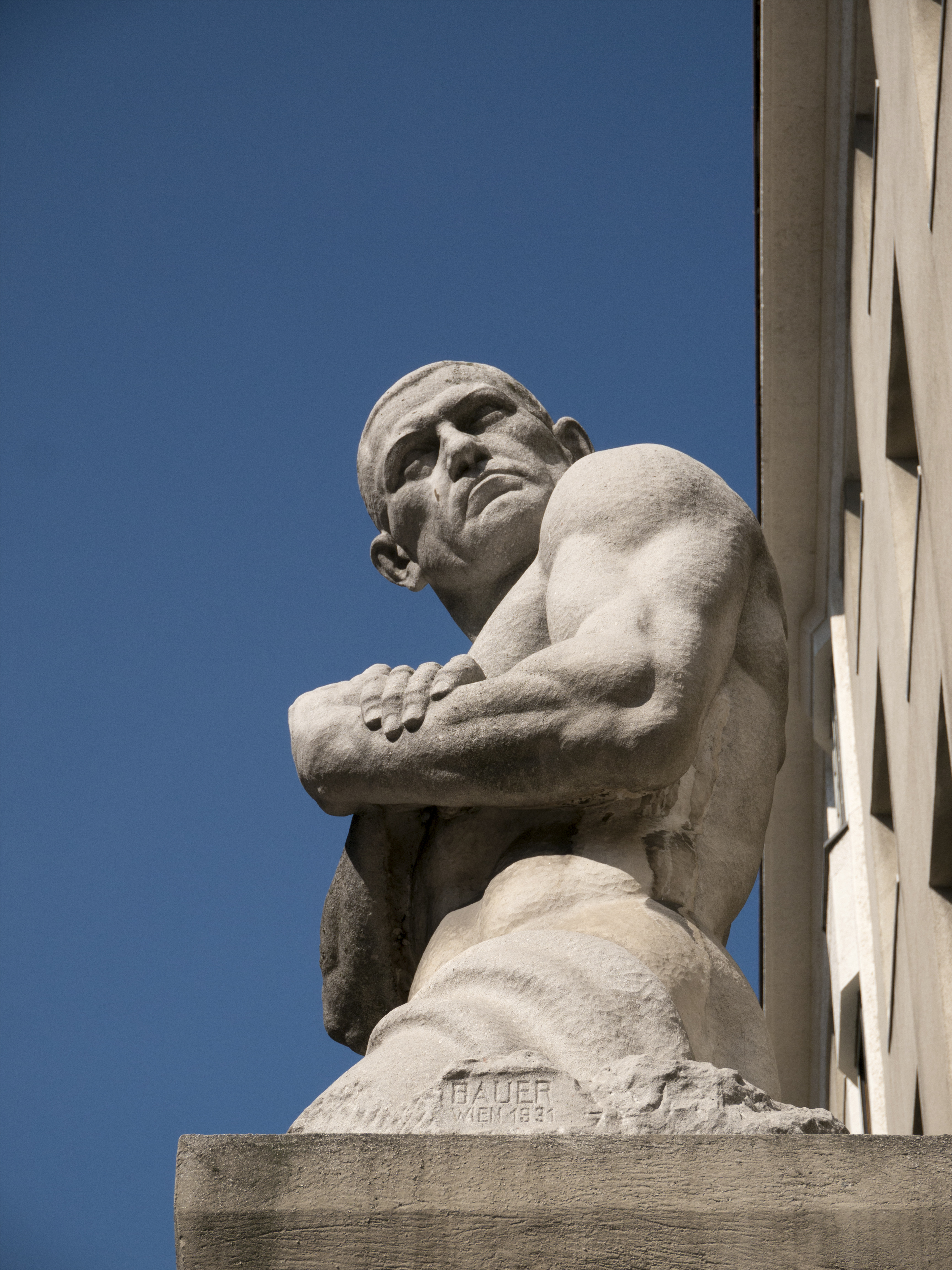
Hütteldorfer Straße 7-17 (1931)
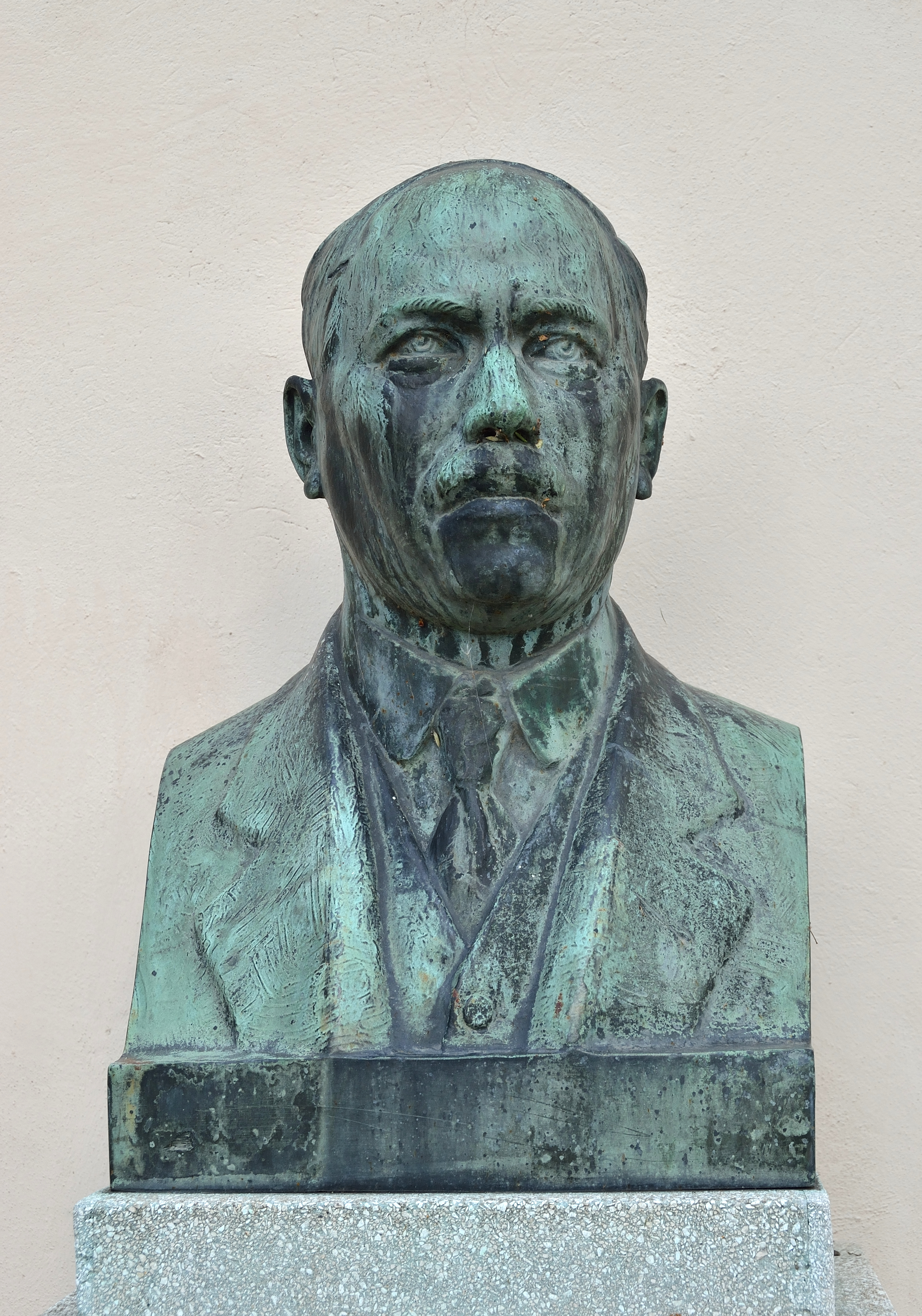
Busta Adolfa Fabera (1928)